# Conseil départemental de l'Ardèche
 (avril 2020).
Si vous disposez d'ouvrages ou d'articles de référence ou si vous connaissez des sites web de qualité traitant du thème abordé ici, merci de compléter l'article en donnant les références utiles à sa vérifiabilité et en les liant à la section « Notes et références ».
Le conseil départemental de l'Ardèche est l'assemblée délibérante du département français de l'Ardèche, collectivité territoriale décentralisée. Son siège se trouve à Privas.

## Historique

### Identité visuelle (logo)

Logo du conseil général de l'Ardèche de 2000 à 2007
Logo du conseil général de l'Ardèche de 2007 à 2015
Logo du conseil départemental de l'Ardèche de 2015 à 2022
Logo du conseil départemental de l'Ardèche depuis 2022

## Élus

Étiquettes politiques des conseillers départementaux de l'Ardèche à la suite des élections départementales de 2015.

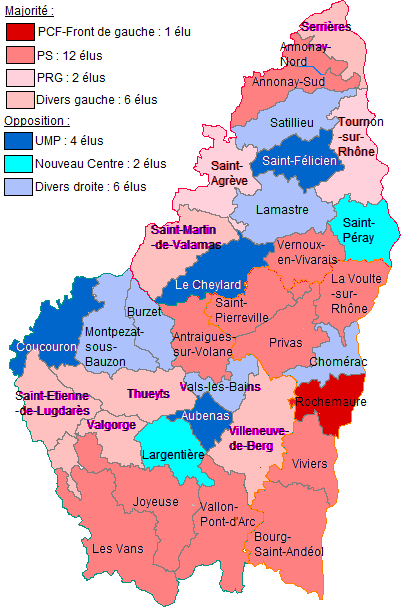
Étiquettes politiques des conseillers généraux de l'Ardèche à la suite des cantonales de 2011

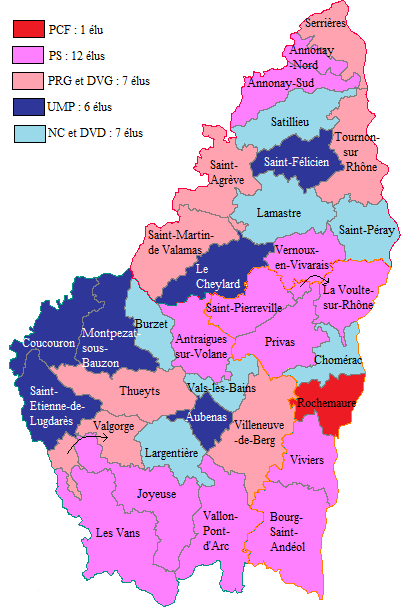
Étiquettes politiques des conseillers généraux de l'Ardèche à la suite des cantonales de 2008

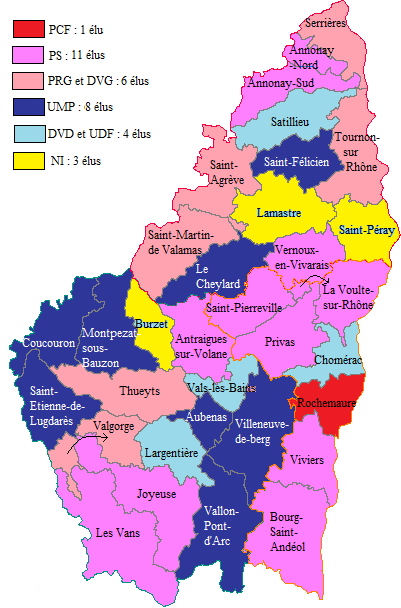
Étiquettes politiques des conseillers généraux de l'Ardèche à la suite des cantonales de 2008

### Président du conseil départemental
Le président du conseil départemental de l'Ardèche est Olivier Amrane (LR). 
| Période                            | Période                      | Identité                     | Étiquette                    | Étiquette                    |
| Président du conseil général       | Président du conseil général | Président du conseil général | Président du conseil général | Président du conseil général |
| ---------------------------------- | ---------------------------- | ---------------------------- | ---------------------------- | ---------------------------- |
| 1871                               | NC                           | Joachim Rampon               |                              |                              |
| 1928                               | 1940                         | Paul Escoffier               |                              | FR                           |
| 1940                               | 1945                         | Conseil général suspendu     | Conseil général suspendu     | Conseil général suspendu     |
| 1945                               | 1946                         | Édouard Froment              |                              | SFIO                         |
| 1946                               | 1947                         | Marcel Astier                |                              | RAD                          |
| 1947                               | 1950                         | Franck Chante                |                              | RAD                          |
| 1950                               | 1950                         | Joseph Allauzen              |                              | CNIP                         |
| 1951                               | 1955                         | Paul Ribeyre                 |                              | CNIP                         |
| 1955                               | 1967                         | Joseph Allauzen              |                              | CNIP, FNRI                   |
| 1967                               | 1979                         | Paul Ribeyre                 |                              | FNRI, UDF-PR                 |
| 1979                               | mars 1982                    | Henri Torre                  |                              | UDF-PR                       |
| mars 1982                          | mai 1982                     | André Chabanel               |                              | UDF-PR                       |
| mai 1982                           | 1998                         | Henri Torre                  |                              | UDF-PR, DL                   |
| 1998                               | 2006                         | Michel Teston                |                              | PS                           |
| 2006                               | 2012                         | Pascal Terrasse              |                              | PS                           |
| 2012                               | 2015                         | Hervé Saulignac              |                              | PS                           |
| Président du conseil départemental |                              |                              |                              |                              |
| 2015                               | 2017                         | Hervé Saulignac              |                              | PS                           |
| 2017                               | 2021                         | Laurent Ughetto              |                              | PS                           |
| 2021                               | en cours                     | Olivier Amrane               |                              | LR                           |

### Vice-présidents

#### Vice-présidents dans la mandature actuelle (2021 - 2028)
- Sandrine Genest (DVD), (Canton d'Aubenas-2), 1re vice-présidente chargée de la santé et des politiques contractuelles
- Christian Féroussier (DVC), (Canton de Rhône-Eyrieux), 2e vice-président d’une délégation générale, des sports, de la culture, de la vie associative et de l’attractivité du territoire, conseiller spécial du Président
- Sylvie Gaucher (LR), (Canton de Guilherand-Granges), 3e vice-présidente chargée des solidarités et du handicap
- Marc-Antoine Quenette (LR), (Canton d'Annonay-1), 4e vice-président chargé des finances
- Claudie Coste (DVD), (Canton d'Annonay-2), 5e vice-présidente chargée des ressources humaines
- Matthieu Salel (LR), (Canton des Cévennes ardéchoises), 6e vice-président chargé de l’agriculture, de l’environnement et du tourisme
- Ingrid Richioud (DVD), (Canton de Tournon-sur-Rhône), 7e vice-présidente chargée de l’éducation et de la jeunesse
- Jean-Paul Vallon (DVD), (Canton du Haut-Vivarais), 8e vice-président chargé des routes et de l’aménagement du territoire

#### Vice-présidents dans la précédente mandature (2017 - 2021)
- Simon Plenet (PS), (Canton d'Annonay-2), 1er vice-président chargé du budget, des finances et des partenariats
- Martine Finiels (PS), (Canton de La Voulte-sur-Rhône), 2e vice-présidente chargée de la santé, de l’autonomie des seniors et des personnes en situation de handicap
- Maurice Weiss (PRG), (Canton du Cheylard), 3e vice-président chargé des routes, des mobilités, du numérique et du soutien aux territoires
- Bérengère Bastide (PS), (Canton des Vans), 4e vice-présidente chargée des ressources humaines, du dialogue social et de l’administration générale
- Denis Duchamp (PS), (Canton de Sarras), 5e vice-président chargé de la protection de l’enfance et de la lutte contre la précarité
- Stéphanie Barbato (PS), (Canton d'Annonay-2), 6e vice-présidente chargée de l’éducation et des collèges
- Christian Féroussier (DVC), (Canton de Rhône-Eyrieux), 7e vice-président chargé des politiques sportives et évènementielles
- Laurence Alfresde (DVG), (Canton de Vallon-Pont-d'Arc), 8e vice-président chargée de la jeunesse, de la vie associative et du devoir de mémoire
- Olivier Pévérelli (PS), (Canton de Berg-Helvie), 9e vice-président chargé de la culture et du patrimoine
- Sabine Buis (PS), (Canton d'Aubenas-2), 10e vice-présidente chargée de l’attractivité, de l’agriculture, de la relation aux territoires et de la participation citoyenne

#### Vice-présidents dans la précédente mandature (2015 - 2017)
- Laurent Ughetto (PS), (Canton de Vallon-Pont-d'Arc), 1er vice-président chargé du développement économique, de l'emploi et de l'agriculture
- Martine Finiels (PS), (Canton de La Voulte-sur-Rhône), 2e vice-présidente chargée de la santé, des personnes âgées, de l'autonomie et du handicap
- Maurice Weiss (PRG), (Canton du Cheylard), 3e vice-président chargé des infrastructures de déplacements, du numérique et des mobilités
- Bérengère Bastide (PS), (Canton des Vans), 4e vice-présidente chargée du personnel, des finances et de l'administration générale
- Simon Plenet (PS), (Canton d'Annonay-2), 5e vice-président chargé de la solidarité des territoires et de la politique de l'eau
- Christine Malfoy (PS), (Canton de Bourg-Saint-Andéol), 6e vice-présidente chargée de l'environnement, des espaces naturels sensibles et de la transition énergétique
- Denis Duchamp (PS), (Canton de Sarras), 7e vice-président chargé de l'action sociale, de l'insertion, de l'enfance et de la famille
- Stéphanie Barbato (PS), (Canton d'Annonay-2), 8e vice-présidente chargée des collèges, des politiques éducatives et de l'enseignement supérieur
- Christian Féroussier (DVC), (Canton de Rhône-Eyrieux), 9e vice-président chargé des sports et des anciens combattants
- Laurence Allefresde (PS), (Canton de Vallon-Pont-d'Arc), 10e vice-présidente chargée de la jeunesse, de la citoyenneté et de la vie associative

### Élus

Étiquettes politiques des conseillers départementaux de l'Ardèche à la suite des élections départementales de 2021.

Le conseil départemental de l'Ardèche comprend 34 conseillers départementaux issus des 17 cantons de l'Ardèche.
| Parti                                | Sigle | Sigle | Élus | Groupes                        |
| ------------------------------------ | ----- | ----- | ---- | ------------------------------ |
| Majorité (18 sièges)                 |       |       |      |                                |
| Divers droite                        |       | DVD   | 9    | Ardèche, génération terrain    |
| Les Républicains                     |       | LR    | 5    | Ardèche, génération terrain    |
| Union des démocrates et indépendants |       | UDI   | 2    | Ardèche, génération terrain    |
| Divers centre                        |       | DVC   | 2    | Proximité au cœur de l'Ardèche |
| Opposition (16 sièges)               |       |       |      |                                |
| Parti socialiste                     |       | PS    | 12   | Ardèche à gauche               |
| Divers gauche                        |       | DVG   | 4    | Ardèche à gauche               |
| Président du Conseil départemental   |       |       |      |                                |
| Olivier Amrane (LR)                  |       |       |      |                                |

## Budget
En 2020, le budget du conseil départemental de l'Ardèche est de 419 402 050 d'euros.

### Budget de fonctionnement
- 2020 : 322 193 265 d'euros

### Budget d'investissement
- 2020 : 76 067 241 d'euros

| Domaine d'investissement                                | Investissement          |
| ------------------------------------------------------- | ----------------------- |
| Solidarités, Insertion et Accès aux droits              | 180,89 millions d'euros |
| Épanouissement de la personne, Éducation et Citoyenneté | 34,73 millions d'euros  |
| Aménagement et Soutien aux territoires                  | 56,40 millions d'euros  |
| Cadre de vie et Développement durable                   | 24,08 millions d'euros  |
| Économie et Attractivité du territoire                  | 9,63 millions d'euros   |
| Ressources                                              | 113,66 millions d'euros |